# Мюнш, Шарль
Шарль Мюнш (фамилия при рождении — Мюнх; фр. Charles Munch или Münch; 26 сентября 1891, Страсбург — 6 ноября 1968, Ричмонд, штат Виргиния) — французский дирижёр и скрипач.

## Биография
Родом из разветвлённой эльзасской музыкальной семьи; сын Эрнста Мюнха (1859—1928), профессора Страсбургской консерватории по классу органа, двоюродный брат Ганса Мюнха. Первые уроки получил у отца, занимался также у Альберта Швейцера (брат которого был женат на его сестре).
Как скрипач совершенствовался в Берлине у Карла Флеша. В 1912 отправился в Париж, где учился у Люсьена Капе, но с началом Первой мировой войны был как подданный Германии призван в немецкую армию, и прошёл всю войну. В 1918 принял французское гражданство и изменил фамилию на французский манер — Мюнш. На следующий год он стал профессором Страсбургской консерватории по классу скрипки, а ещё через несколько лет переехал в Лейпциг, где в 1926—1933 гг. работал концертмейстером Гевандхауз-оркестра под руководством Вильгельма Фуртвенглера и Бруно Вальтера.
Вернувшись в Париж в 1933, Мюнш дебютировал в качестве дирижёра. Успех этого выступления сподвиг его на продолжение карьеры в этом направлении. В течение последующих 15 лет он руководил различными оркестрами в Париже, в числе которых — Оркестр концертного общества Парижской консерватории, Оркестр Ламурё и другие коллективы. В этот период Мюнш завоевал славу одного из лучших интерпретаторов музыки Гектора Берлиоза, а также активного пропагандиста современной французской музыки. Под его управлением состоялись премьеры ряда сочинений Онеггера, Роже-Дюкаса, Ропарца, Русселя, Шмитта. В 1939 он получает место профессора класса дирижирования в Парижской консерватории.
Во время немецкой оккупации Франции Мюнш остаётся в Париже и по возможности выступает с концертами, участвует в Движении Сопротивления. После окончания войны Мюнш награждён Орденом Почётного легиона.
27 декабря 1946 дирижёр дебютирует в США концертом с Бостонским симфоническим оркестром. После многочисленных концертов по городам США в 1949 он получает место его главного дирижёра, а два года спустя становится также руководителем Беркширского музыкального фестиваля. В репертуаре Мюнша были как сочинения французских авторов, так и классические произведения Баха, Гайдна, Моцарта, Бетховена, Шуберта, Шумана, Брамса, Вагнера, а также музыка современных американских композиторов. За тринадцать лет работы с оркестром Мюнш дал 39 мировых премьер, 17 американских, исполнил более 150 современных произведений, некоторые из которых были написаны специально для этого оркестра.
Под управлением Мюнша Бостонский симфонический в 1950-е годы много гастролировал, посетив Европу, Восточную Азию и Австралию, а в 1956 стал первым американским оркестром, выступившим в СССР. C 1949 компанией RCA Victor активно проводились записи этого коллектива, оркестр играл также на радио и телевидении
В 1963 Мюнш возвращается в Париж, где становится президентом Нормальной школы музыки, не прекращая дирижёрской деятельности и выступая с различными оркестрами. В 1967 по просьбе министра культуры Андре Мальро он совместно с Сержем Бодо основывает Оркестр Парижа, ставший правопреемником распущенного незадолго до того Оркестра общества концертов Консерватории. Во время одного из гастрольных туров по США с этим коллективом в следующем году Мюнш умирает от инфаркта.

## Творчество
Один из крупнейших дирижёров XX века, Мюнш за время руководства Бостонским симфоническим оркестром вывел его в число ведущих коллективов мира. Его исполнение отличалось красотой тона, чувством формы и структуры произведения, изяществом исполнения. Многочисленные записи с разными оркестрами, выпущенные на компакт-дисках и DVD, подтверждают выдающийся талант музыканта.
Мюнш — автор книги «Я — дирижёр» (Je suis chef d’orchestre), изданной в Париже в 1954 году.